# Ferozabad

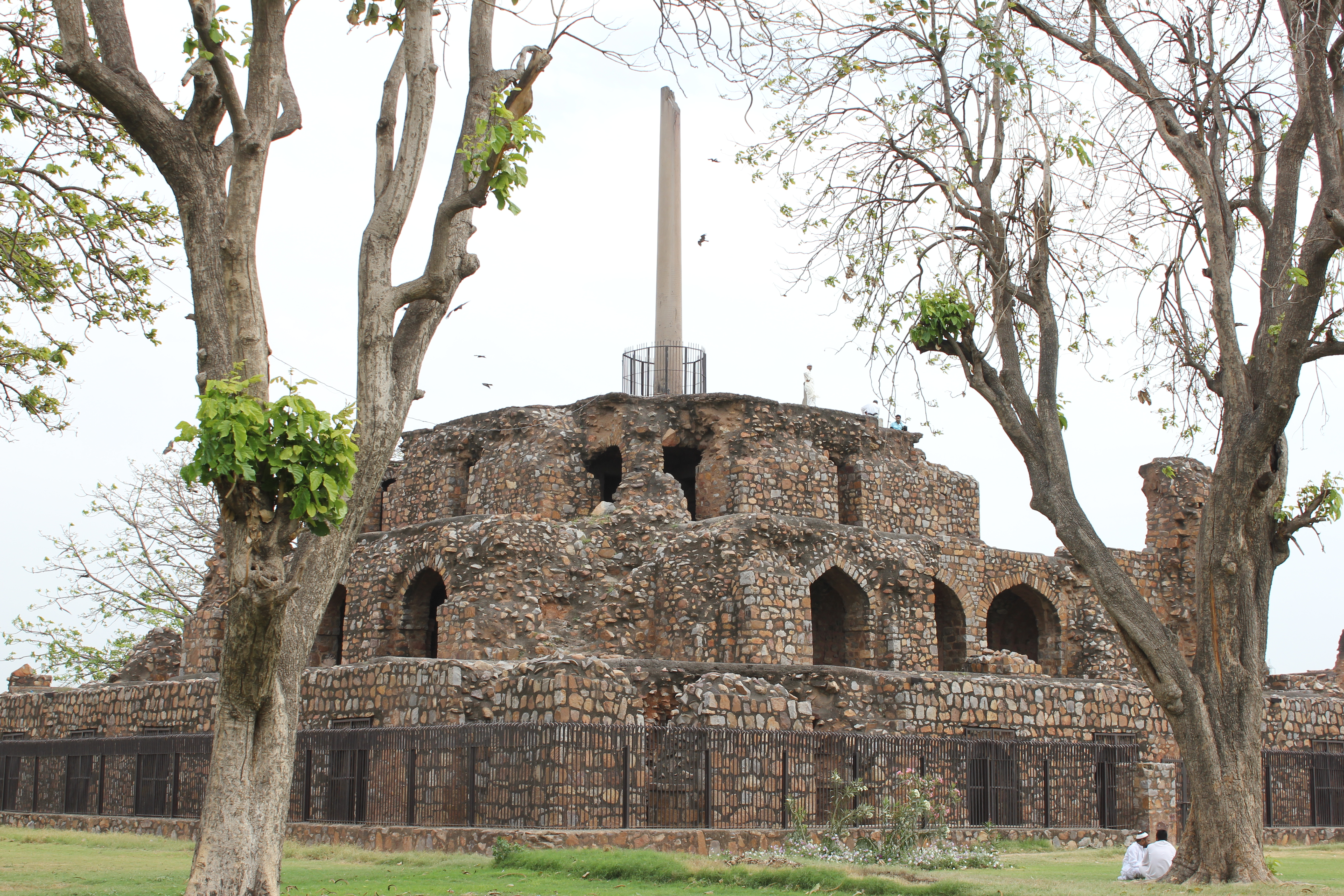
Dreigeschossiges Gebäude mit Ashoka-Säule

Ferozabad oder Feroz Shah Kotla ist eine historisch und kulturell bedeutsame Festungsanlage in der indischen Metropole Delhi. In der von kolonialzeitlichen Historikern geprägten Liste der „sieben Städte von Delhi“ wird Ferozabad als fünfte Stadtgründung gezählt.

## Lage und Klima
Ferozabad liegt unweit des Yamuna-Flusses jeweils ca. 2 km östlich des Connaught Place bzw. südlich des Roten Forts in einer Höhe von ca. 215 m. Die Tagestemperaturen können im Frühsommer (Mai, Juni) 45° und mehr erreichen; in kalten Winternächten können aber auch Fröste auftreten. Regen fällt eigentlich nur in den sommerlichen Monsunmonaten.

## Geschichte
Das in den Jahren 1351 bis 1384 erbaute Fort ist eine Gründung von Firuz Schah Tughluq, dem türkischstämmigen Sultan von Delhi aus der Tughluq-Dynastie, dem überdies noch zahlreiche weitere Bauten zuzurechnen sind. Auf dem höchsten Punkt eines dreigeschossigen Bauwerks ließ er eine Ashoka-Säule aufstellen, die er – ohne den eingravierten Text lesen zu können – von einem seiner Feldzüge aus der ca. 180 km nördlich gelegenen Kleinstadt Topra Kalan mitbrachte (die zweite von ihm nach Delhi versetzte Ashoka-Säule steht weiter nördlich in der Parkanlage der Kamla Nehru Ridge). Der mongolische Heerführer Timur eroberte Delhi im Jahr 1398, was der Tughluq-Dynastie das Ende bereitete; in dieser Zeit wurde die gesamte Anlage aufgegeben.

## Sehenswürdigkeiten

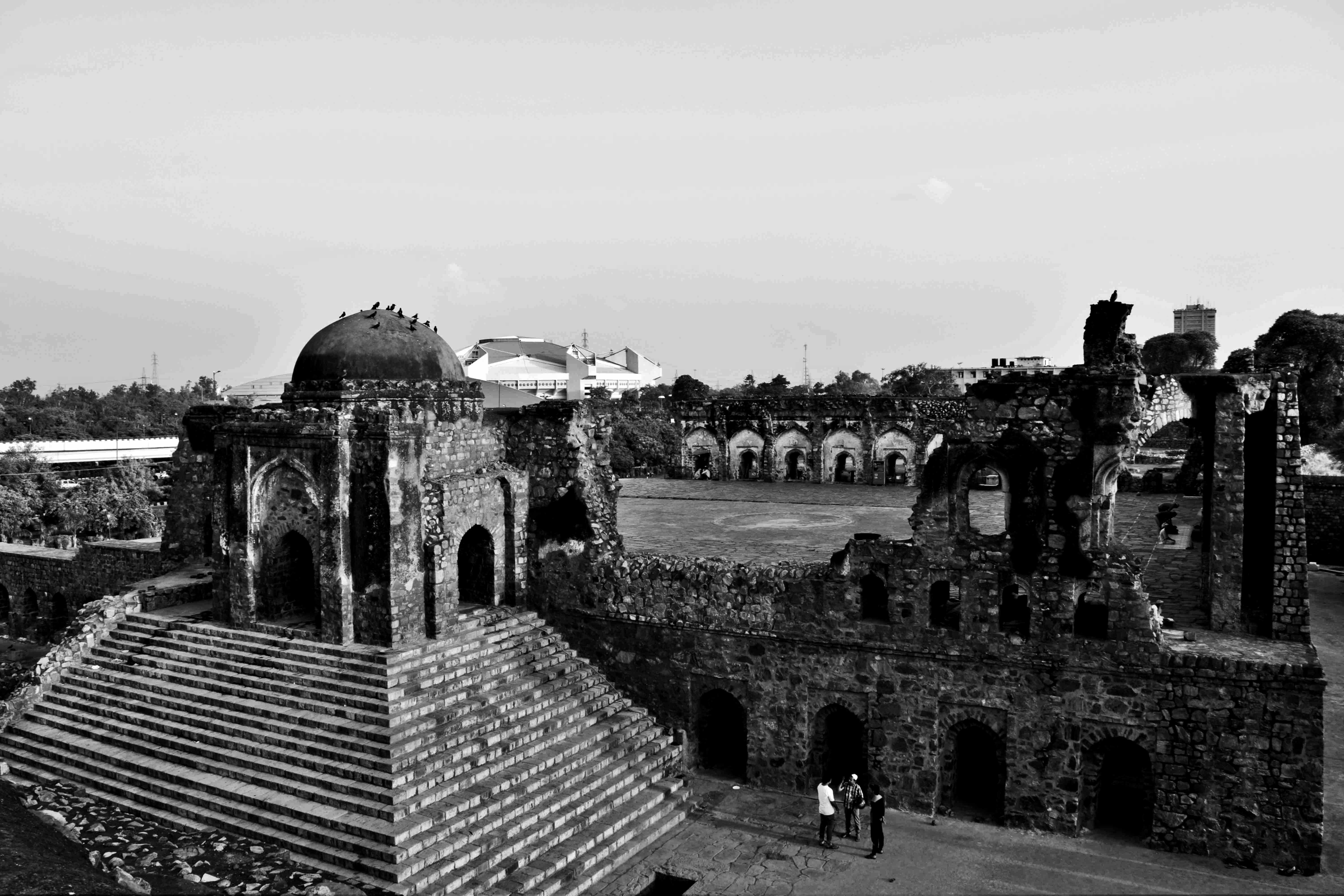
Torbau und Moschee

- Die Ruinen der Mauern von Ferozabad bestehen aus Bruchsteinen; die Außenseite der wichtigen Bauten war hingegen zumeist verputzt; Verkleidungen aus exakt behauenen Steinplatten waren erst in Ansätzen bekannt.
- Der mit einer Kuppel versehene und ehemals mit kleinen Steinornamenten geschmückte Torbau zur Freitagsmoschee ist der am besten erhaltene Bauteil des gesamten Anlage. Die Qibla-Wand der Moschee mitsamt der Mihrab-Nische liegen heute unter freiem Himmel; ehemals waren sie von einem überkuppelten Gebetsraum geschützt.
- Auf einem dreigeschossigen Unterbau mit quadratischem Grundriss, über dessen Funktion Unklarheit besteht, erhebt sich die Ashoka-Säule.
- Zu dem Bautenkomplex gehört auch ein – ausnahmsweise runder – Stufenbrunnen (baoli) mit innenliegender Treppe.